# Iosif Łangbard

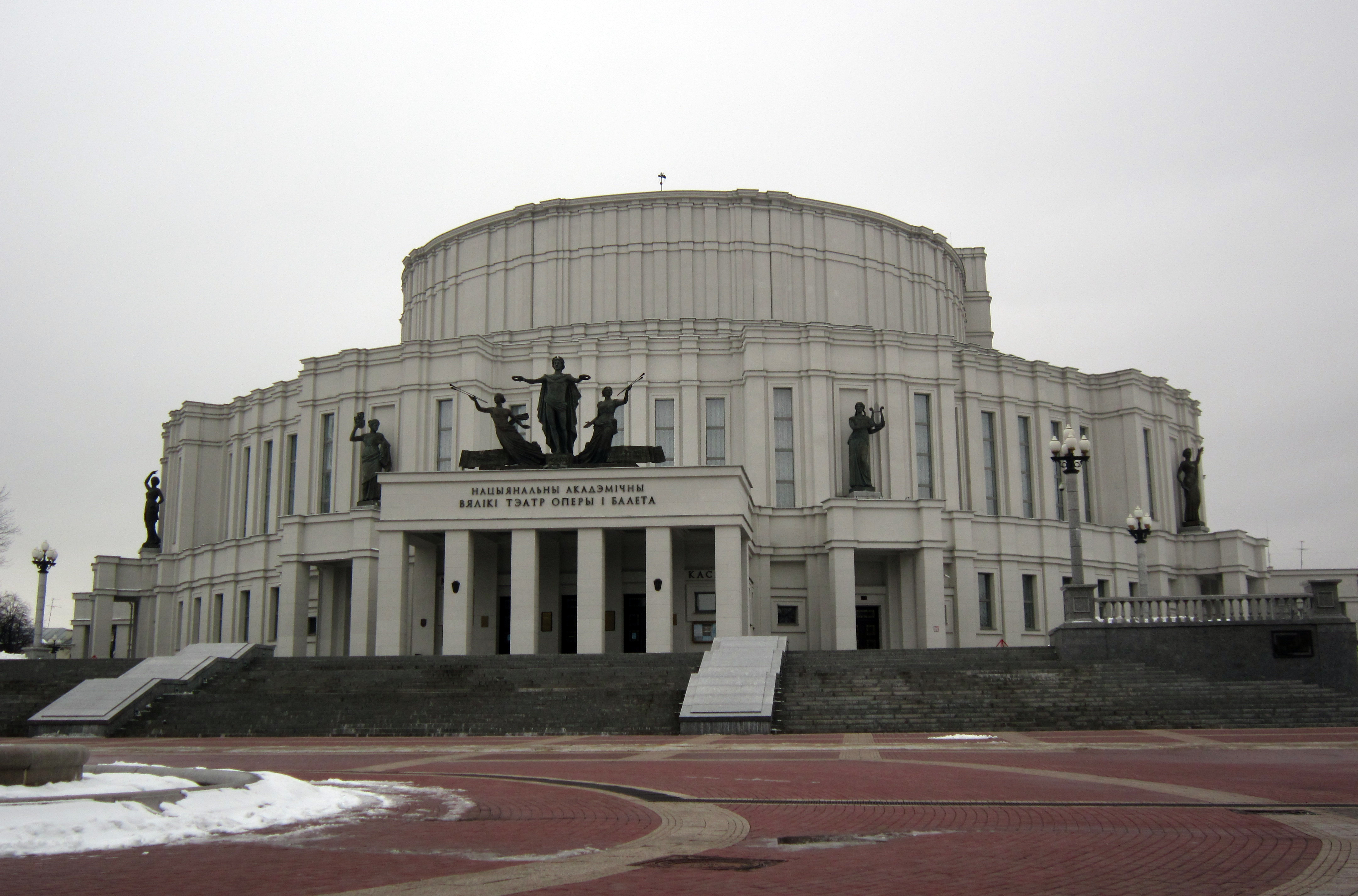
Opera i Balet w Mińsku

Iosif Grigorjewicz Łangbard, ros. Иосиф Григорьевич Лангбард (ur. 18 stycznia 1882 w Bielsku Podlaskim, zm. 3 stycznia 1951 w Leningradzie) – białoruski i radziecki architekt, wykładowca akademicki, twórca nowoczesnych gmachów w Mińsku.

## Życiorys
Urodził się w żydowskiej rodzinie w Bielsku Podlaskim. Był synem Hirsza Longbarda. Uzdolnionego malarsko Iosifa rodzina wysłała do Odeskiej Artystycznej Szkoły Griekowa. W 1907 roku podjął studia architektoniczne na Akademii Sztuk Pięknych w Petersburgu. Był studentem klasy profesora Aleksandra Pomierancewa.
Podczas I wojny światowej został dowódcą oddziału inżynieryjnego. Prowadził prace fortyfikacyjne na froncie jak również na jego zapleczu. Wybuch rewolucji październikowej przyjął entuzjastycznie. W 1918 roku został brygadzistą w biurze projektowym w Piotrogrodzie. Od 1918 do 1932 roku pracował w biurze konstrukcyjnym miejskiego wydziału zdrowia w Piotrogrodzie (przemianowanego następnie na Leningrad). W latach 30. XX w. został zatrudniony jako wykładowca na Akademii Sztuk Pięknych w Leningradzie. Członek Zarządu i jeden z inicjatorów powstania Związku Architektów ZSRR.
Zaprojektował i kierował budową pierwszej Wszechbiałoruskiej Wiejsko-Gospodarczej i Przemysłowej Wystawy w Mińsku. Zajmowała powierzchnię 75 ha, na których znajdowało się 40 pawilonów. Odbywała się od 1 sierpnia 1930 roku do 1 listopada 1930 roku i zakończyła się sukcesem organizatora. Był zwolennikiem pionowych rozwiązań architektonicznych.
W czasie II wojny światowej przebywał w ZSRR. Po wojnie był prześladowany przez NKWD.
Stworzył ponad 100 projektów architektonicznych. Mieszkał w Leningradzie, wykładał na Akademii Sztuki. Zmarł 3 stycznia 1951 roku.
W 1934 roku uhonorowano go tytułem zasłużonego działacza sztuki Białoruskiej SRR oraz odznaczono Orderem „Znak Honoru”. Otrzymał także tytuł Zasłużonego Artysty ZSRR.

## Dorobek
- Dom Rządowy Republiki Białorusi
- Okręgowy Dom Oficerów w Mińsku (1939)
- Dom Armii Czerwonej w Mińsku
- Białoruski Państwowy Teatr Opery i Baletu w Mińsku (1933)
- Białoruska Akademia Nauk w Mińsku
- Dom Sowietów w Mohylewie
- stadion w Leningradzie
- Dom Partii w Kijowie
- pomnik Wasilija Czapajewa w Kujbyszewie
- pomnik Tarasa Szewczenki w Charkowie

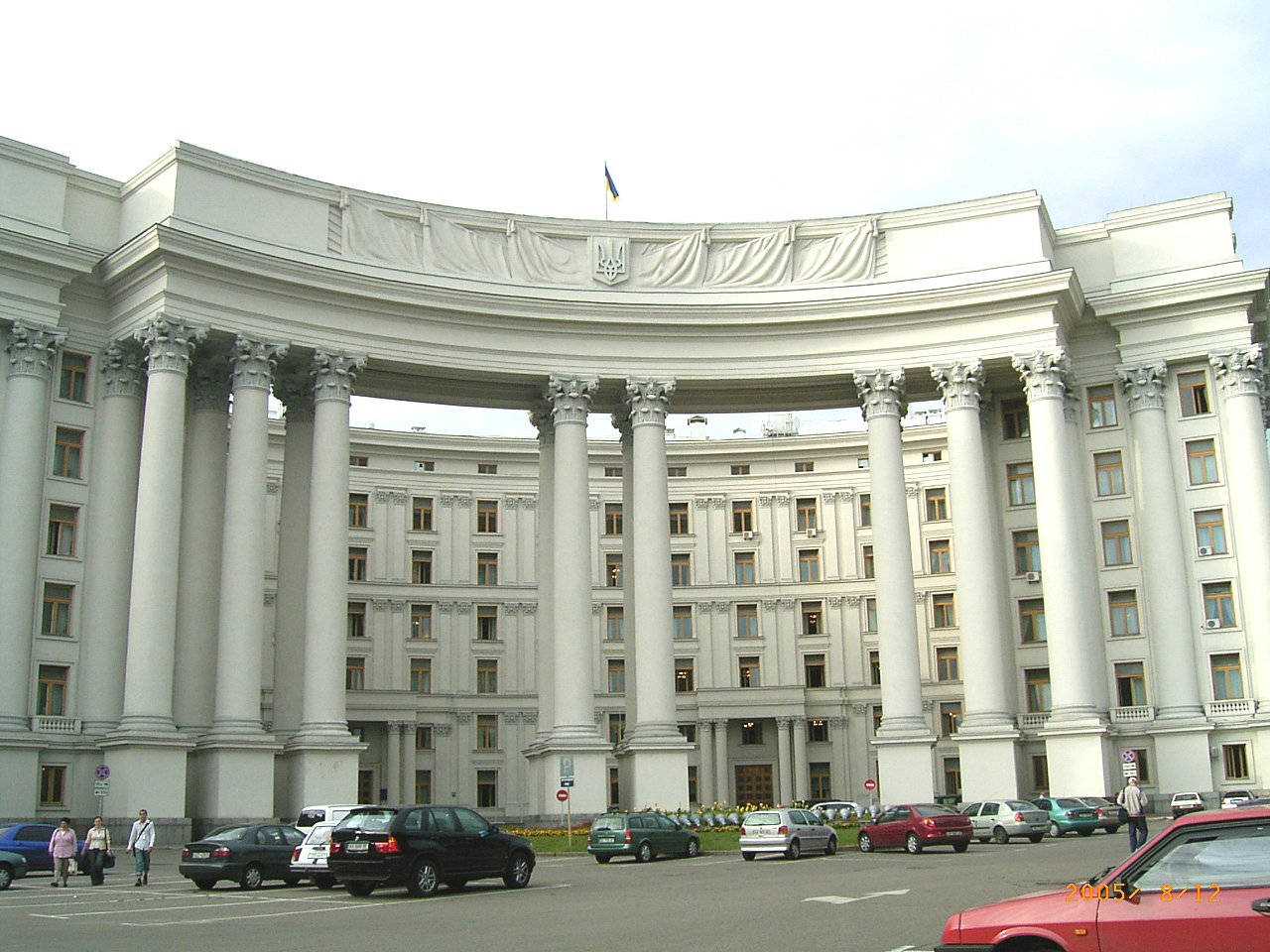
Dom Rządowy Republiki Białorusi
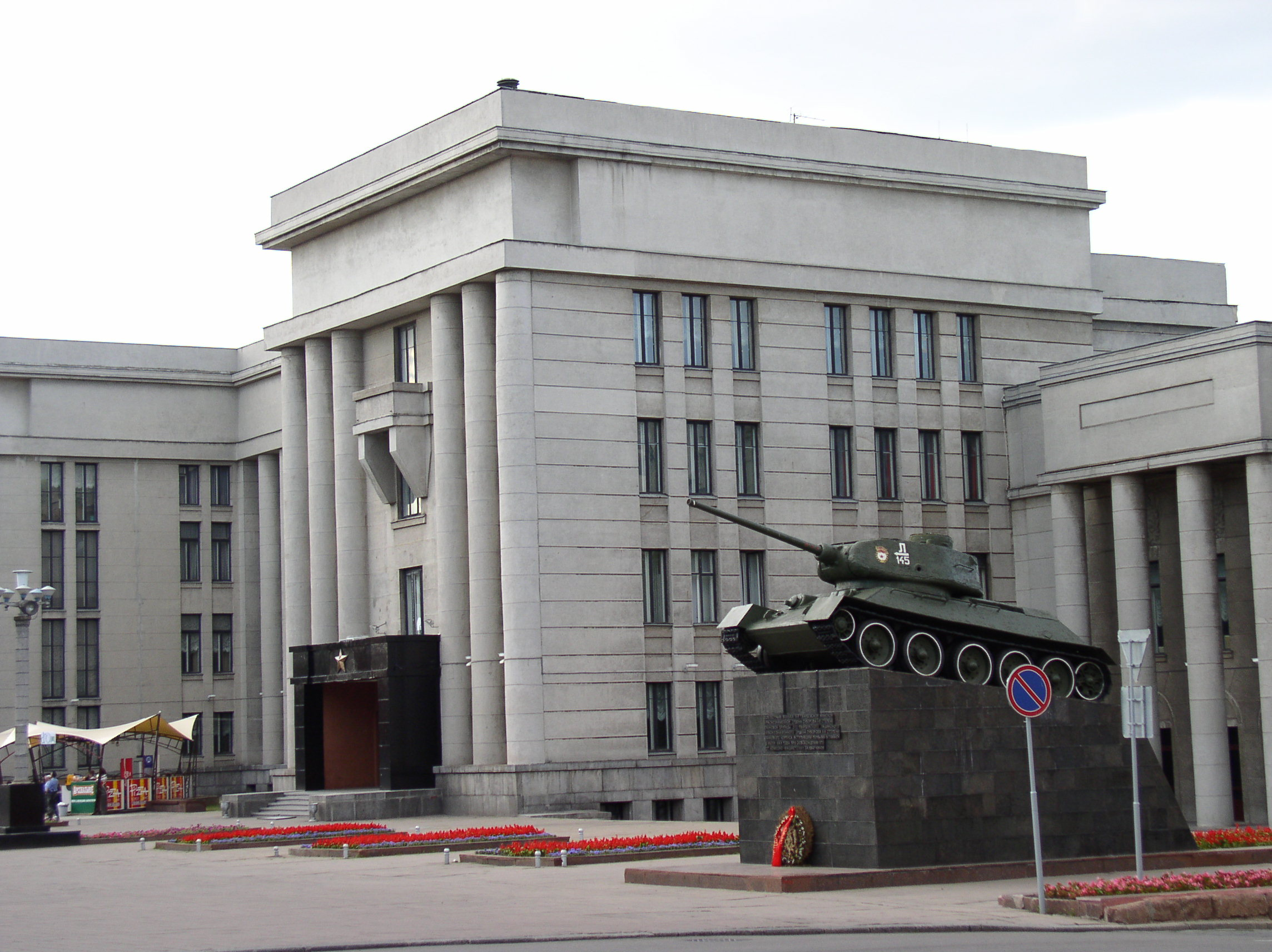
Okręgowy Dom Oficerów w Mińsku
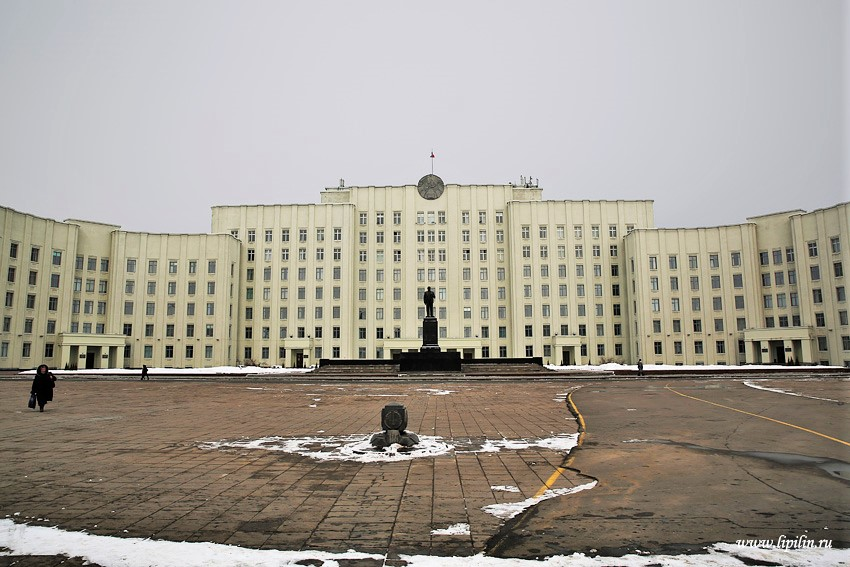
Oblispolkom, Dom Sowietów w Mohylewie
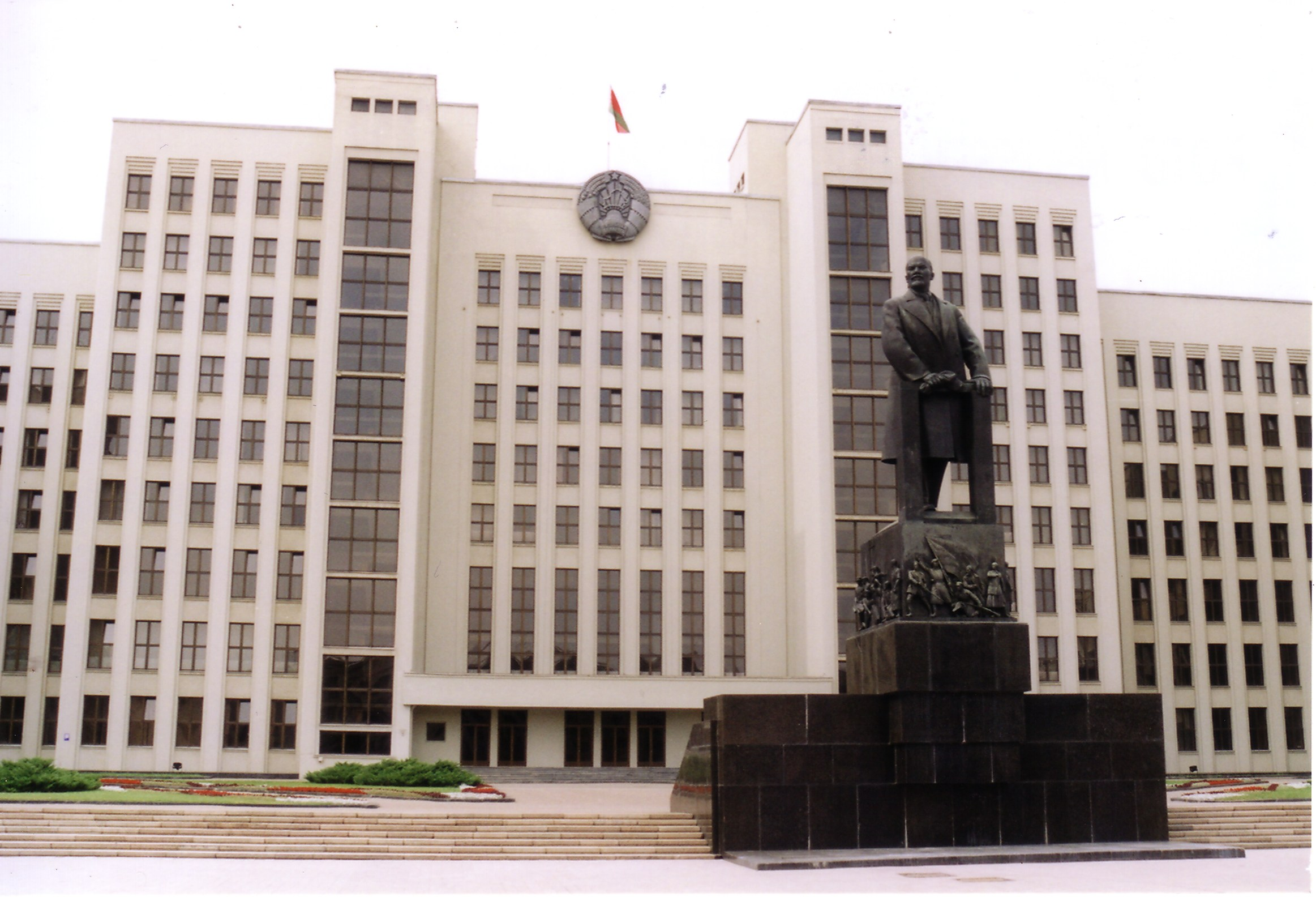
Dom Rządowy Republiki Białorusi
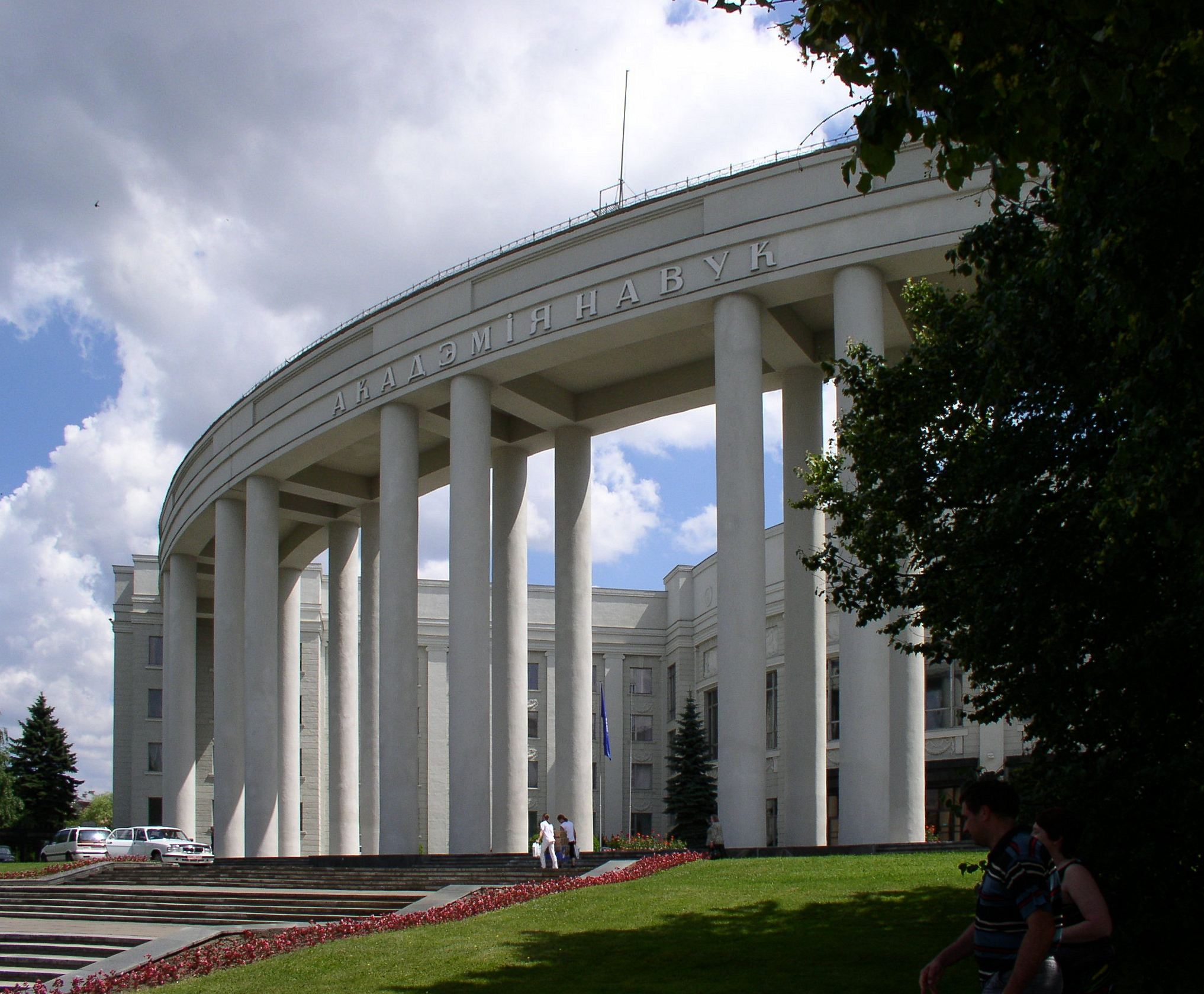
Białoruska Akademia Nauk w Mińsku
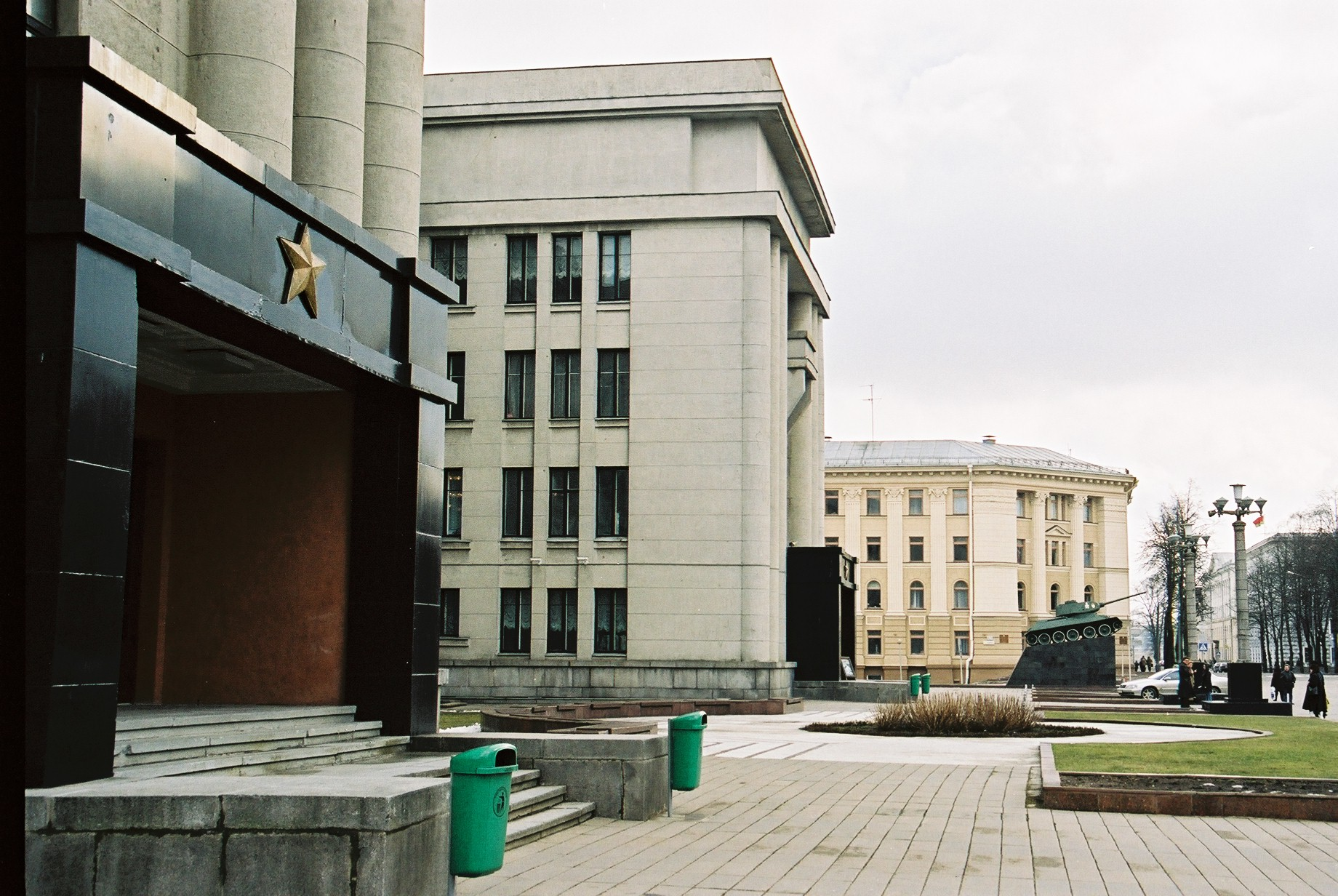
Okręgowy Dom Oficerów w Mińsku
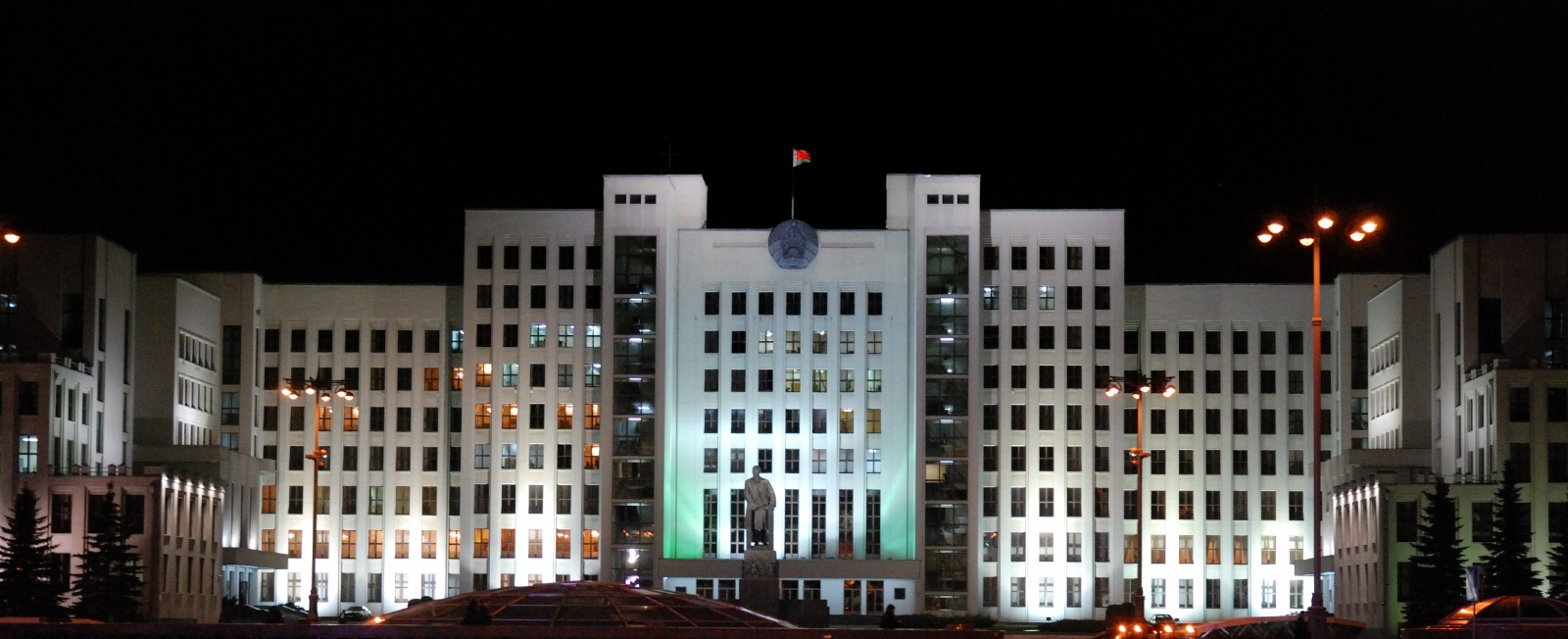
Dom Rządowy Republiki Białorusi
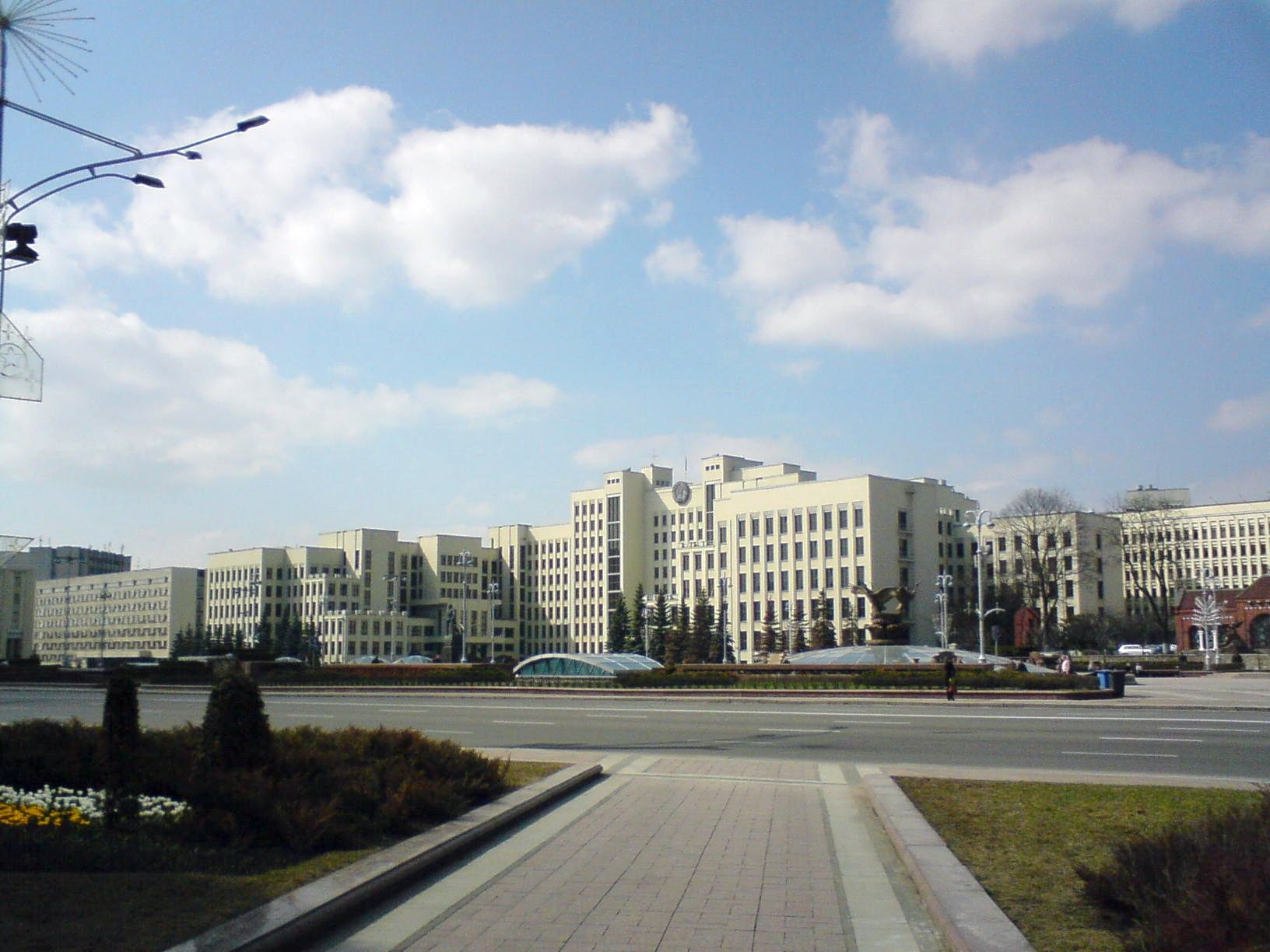
Dom Rządowy Republiki Białorusi
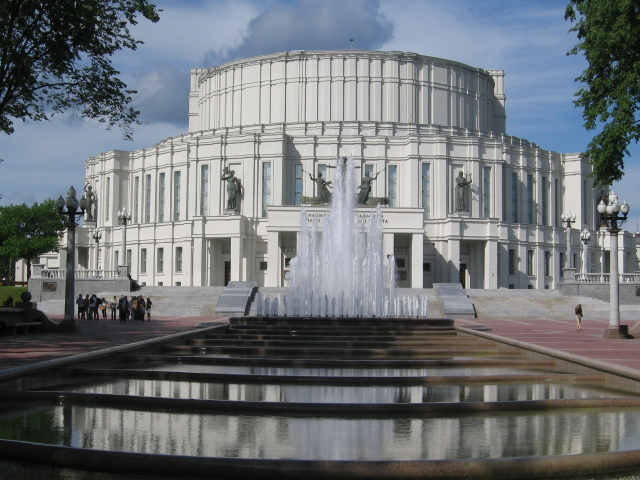
Białoruski Państwowy Teatr Opery i Baletu w Mińsku